# Bisdom Duluth
Het bisdom Duluth (Latijn: Dioecesis Duluthensis) is een rooms-katholiek bisdom met als zetel Duluth, in de Amerikaanse staat Minnesota. Het bisdom is suffragaan aan het aartsbisdom Saint Paul and Minneapolis. 

## Geschiedenis
Het bisdom werd opgericht op 3 oktober 1889, uit delen van het bisdom Saint Cloud. Op 31 december 1909 verloor het gebied bij de oprichting van het bisdom Crookston. 

## Parochies
Het bisdom had in 2023 een oppervlakte van 32.000 km2 en telde 452.293 inwoners waarvan 9,9% rooms-katholiek was.

## Bisschoppen
- James McGolrick (29 november 1889 - 23 januari 1918)
- John Timothy McNicholas (18 juli 1918 - 18 mei 1925)
- Thomas Anthony Welch (14 december 1925 - 9 september 1959)
  - Laurence Alexander Glenn (hulpbisschop: 13 juli 1956 - 27 januari 1960)
- Francis Joseph Schenk (19 januari 1960 - 30 april 1969)
- Paul Francis Anderson (30 april 1969 - 17 augustus 1982; coadjutor sinds 19 juli 1968)
- Robert Henry Brom (25 maart 1983 - 22 april 1989)
- Roger Lawrence Schwietz (12 december 1989 - 18 januari 2000)
- Dennis Marion Schnurr (18 januari 2001 - 17 oktober 2008)
- Paul David Sirba (15 oktober 2009 - 1 december 2019)
- Michel Joseph Mulloy (19 juni 2020 - niet in bezit genomen)
- Daniel John Felton (7 april 2021 - heden)

## Galerij van afbeeldingen

Wapen van het bisdom
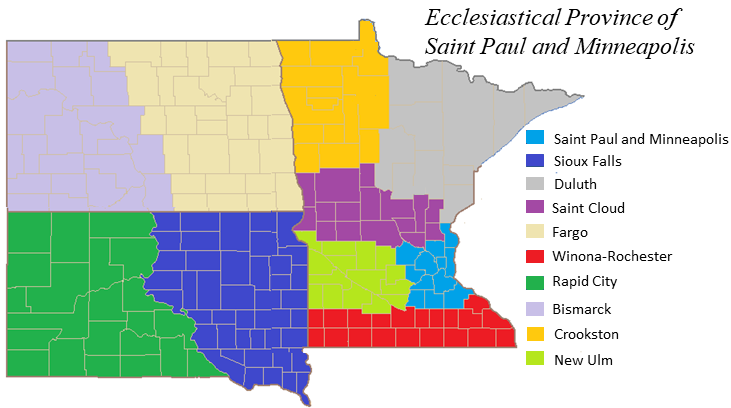
Kerkprovincie met aartsbisdom en suffragane bisdommen
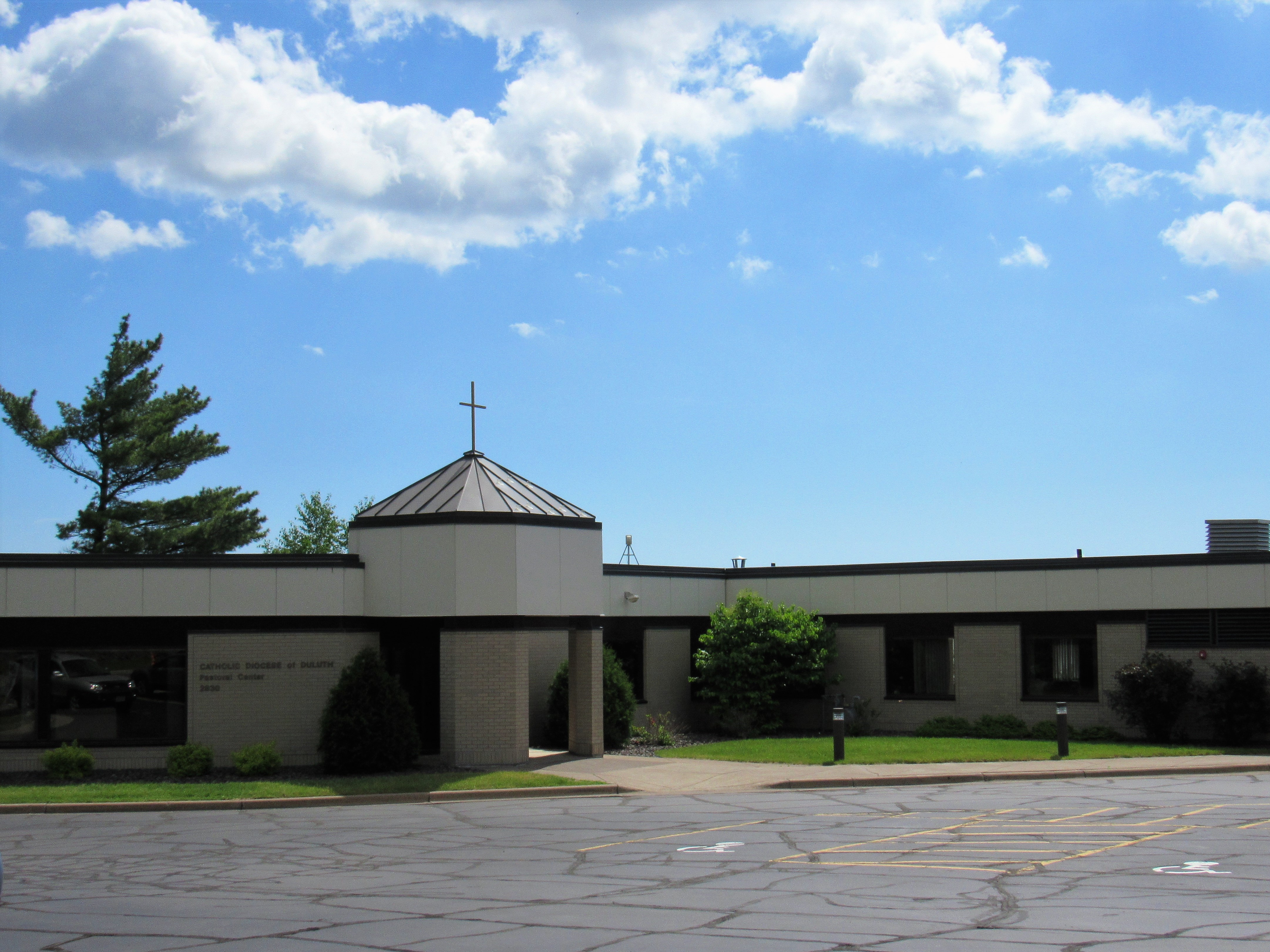
Pastoraal centrum

Saint Paul and Minneapolis (aartsbisdom) · Bismarck · Crookston · Duluth · Fargo · New Ulm · Rapid City · Saint Cloud · Sioux Falls · Winona-Rochester